# ایماگاوا اوجیتویو
ایماگاوا اوجیتویو (به ژاپنی: 今川氏豊) (تولد ۱۵۲۲، مرگ نامشخص) یک سامورایی در دوره سنگوکو پسر نهمین رهبر خاندان ایماگاوا ایماگاوا اوجیچیکا و صاحب قلعه ناگویا (ولایت آواری) در ولایت اُواری بود. در سال ۱۵۳۲ اودا نوبوهیده توانست این قلعه را متصرف شود و بعدها پسرش اودا نوبوناگا را به عنوان صاحب قلعه در آنجا مستقر کند.